# Frederic Forrest
Frederic Fenimore Forrest Jr., bardziej znany jako Frederic Forrest (ur. 23 grudnia 1936 w Waxahachie, zm. 23 czerwca 2023 w Santa Monica) – amerykański aktor.
Laureat Złotego Globu dla najbardziej obiecującego nowicjusza za rolę Toma Blacka Bulla w westernie Kiedy legendy umierają (1973), nominowany do Oscara dla najlepszego aktora drugoplanowego i Złotego Globu za rolę Hustona Dyera w dramacie muzycznym Róża (1979).

## Życiorys

### Wczesne lata
Urodził się i wychowywał w Waxahachie w Teksasie jako syn Virginii Allie (z domu McSpadden), nauczycielki, Frederica Fenimore’a Forresta, który prowadził firmę szklarniową. Miał młodszą siostrę Ginger. Wakacje w dzieciństwie spędzał na zbieraniu bawełny i prasowaniu siana. Uczęszczał do Waxahachie High School, gdzie uprawiał cztery dyscypliny sportowe i został wybrany najprzystojniejszym chłopcem w klasie maturalnej. Naukę kontynuował na University of Oklahoma. Służył w United States Army. Zaczął pracować w lokalnej grupie teatralnej w Teksasie. W 1960 ukończył Texas Christian University na wydziale radiowym, telewizyjnym i teatralnym. Zainspirowany rolami Jamesa Deana w Buntowniku bez powodu Nicholasa Raya, Na Wschodzie Edenu Elii Kazana i Olbrzymie George’a Stevensa, Forrest wyjechał do Nowego Jorku, gdzie uczył się aktorstwa w Actors Studio Stanforda Meisnera i u Lee Strasberga.

### Kariera
W 1966 zadebiutował na scenie off-Broadwayu w antywojennym musicalu Viet Rock z eksperymentalnym zespołem teatralnym La MaMa Experimental Theatre Club, z którym grał potem jeszcze w spektaklach: Futz (1968) o rolniku, który zakochuje się w swojej świni, Massachusetts Trust (1968) i Tom Paine (1968). Po gościnnym udziale w jednym z odcinków opery mydlanej ABC Cienie o zmroku (Dark Shadows, 1967), zagrał postać młodego boksera Johnny’ego Longo, rozdartego między dwiema kobietami, w dramacie Brudna piątka (The Filthy Five, 1968). Pojawił się potem w komedii Futz! (1969) z Sally Kirkland. Kiedy off-broadwayowska produkcja Sylwetka (Silhouettes) w 1970 została przeniesiona do Los Angeles, Forrest zdecydował się skorzystać z okazji i poszukać pracy w filmie i telewizji. Musiał jednak utrzymywać się z pieczenia pizzy i prowadzenia ciężarówki z browarem. Zdeterminowany doskonalił swoje rzemiosło na zajęciach w Actors Studio West, gdzie zauważył go producent i reżyser Stuart Millar, który obsadził go w roli młodego Indianina Toma Blacka Bulla w hollywoodzkim westernie Kiedy legendy umierają (When the Legends Die, 1972) u boku Richarda Widmarka, za którą otrzymał nominację do Złotego Globu.
Drugoplanowa rola szofera limuzyny/kochanka głównej bohaterki (granej przez Bette Midler) w melodramacie muzycznym Marka Rydella Róża (The Rose, 1979) przyniosła mu nominację do Oscara, Złotego Globu i Nagrody Stowarzyszenia Nowojorskich Krytyków Filmowych. Za tę postać i kreację Jaya „Szefa” Hicksa w dramacie wojennym Czas apokalipsy (Apocalypse Now, 1979) w reżyserii Francisa Forda Coppoli zdobył nagrodę National Society of Film Critics.
Był jednym z pierwszych aktorów, którzy podpisali umowę z Zoetrope Studios Francisa Forda Coppoli. U reżysera tego zagrał Marka w filmie kryminalnym Rozmowa (The Conversation, 1974), Hanka w romansie Ten od serca (One from the Heart, 1981) oraz Eddiego Deana w filmie biograficznym Tucker. Konstruktor marzeń (Tucker: The Man and His Dream, 1988) o Prestonie Tuckerze.
Wcielił się potem w rolę powieściopisarza oficera śledczego Dashiella Hammetta w filmie Hammett (1982). Grał również dużo w telewizji, w tym jako Gajusz Petroniusz w miniserialu Franco Rossiego Quo vadis? (1985), jako detektyw Bob Keppel dramacie biograficznym NBC Rozważny nieznajomy (The Deliberate Stranger, 1986) z Markiem Harmonem, jako kapitan Richard Jenko w serialu Fox Network 21 Jump Street (1987), jako Blue Duck w miniserialu CBS/Hallmark Na południe od Brazos (Lonesome Dove, 1989), Erskine Caldwell w telefilmie TNT Margaret Bourke-White (The Margaret Bourke-White Story, 1989) z Farrah Fawcett, serialu ABC Młodzi jeźdźcy (The Young Riders, 1992) czy filmie Sajgon: Rok Kota (Saigon, Year of the Cat, 1994). Grał role drugoplanowe w filmach: Dwóch Jake’ów (The Two Jakes, 1990), Upadek (Falling Down, 1993) i Odważny (The Brave, 1996).

## Życie prywatne
Był trzykrotnie żonaty. 27 marca 1960 zawarł związek małżeński z Nancy Ann Whittaker. 28 września 1963 doszło do rozwodu. 28 września 1980 poślubił aktorkę Marilu Henner, małżeństwo przetrwało trzy lata do 1983. W 1985 ożenił się z modelką Niną Dean, u której zdiagnozowano schizofrenię paranoidalną i w 2003 w wieku 41 lat popełniła samobójstwo. Trzecie małżeństwo również zakończyło się rozwodem.

### Śmierć
Zmarł 23 czerwca 2023 w swoim domu w Santa Monica w Kalifornii w wieku 86 lat.

## Filmografia

### Filmy
- 1968: Brudna piątka (The Filthy Five) jako Johnny Longo
- 1969: Futz! jako Sugford
- 1972: Kiedy legendy umierają (When the Legends Die) jako Tom Black Bull
- 1973: Ojciec chrzestny nie żyje (The Don Is Dead) jako Tony Fargo
- 1974: Rozmowa (The Conversation) jako Mark
- 1974: Bracia Dionowie (The Gravy Train) jako Rut
- 1975: Spirala śmierci (Permission to Kill) jako Scott Allison
- 1976: Przełomy Missouri (The Missouri Breaks) jako Cary
- 1978: A jednak żyje 2 (It Lives Again) jako Eugene Scott
- 1979: Róża (The Rose) jako Huston Dyer
- 1979: Czas apokalipsy (Apocalypse Now) jako Jay Hicks
- 1981: Ten od serca (One from the Heart) jako Hank
- 1982: Hammett jako Dashiell Hammett
- 1983: Dziewczyna z doliny (Valley Girl) jako Steve Richman
- 1984: Kamienny chłopiec (The Stone Boy) jako Andy Jansen
- 1985: Return jako Brian Stoving
- 1986: Gdzie są dzieci? (Where Are the Children?) jako Courtney Parrish
- 1988: Tucker. Konstruktor marzeń (Tucker: The Man and His Dream) jako Eddie Dean
- 1989: Kocur (Cat Chaser) jako Nolen Tyner
- 1989: Valentino Returns jako Sonny Gibbs
- 1989: Pozytywka (Music Box) jako Jack Burke
- 1990: Dwóch Jake’ów (The Two Jakes) jako Chuck Newty
- 1993: Upadek (Falling Down) jako Nick, właściciel sklepu z bronią
- 1993: Uraz (Trauma) jako dr Judd
- 1994: Eskorta (Chasers) jako Duane
- 1994: Lassie jako Sam Garland
- 1996: Andersonville jako sierżant McSpadden
- 1996: Nuklearny szantaż (Crash Dive) jako admirał Pendleton
- 1997: Koniec przemocy (The End of Violence) jako Ranger MacDermot
- 1997: Odważny (The Brave) jako Lou, senior
- 1998: Pierwsze 9½ tygodnia (The First 9 1/2 Weeks) jako David Millman
- 1998: Spotkanie ze śmiercią (Point Blank) jako Mac Bradford
- 1998: Czarny grom (Black Thunder) jako admirał
- 2000: W mrokach nocy (Shadow Hours) jako Sean
- 2000: Wybawca (The Spreading Ground) jako detektyw Michael McGivern
- 2006: Wszyscy ludzie króla (All the King’s Men) jako ojciec Williego

### Filmy TV
- 1974: Larry jako Larry Herman
- 1975: Promise Him Anything jako Paul Hunter
- 1978: Ruby i Oswald (Ruby and Oswald) jako Lee Harvey Oswald
- 1979: Survival of Dana jako pan Davis
- 1983: Kto pokocha moje dzieci? (Who Will Love My Children?) jako Ivan Fray
- 1984: Sajgon: Rok Kota (Saigon: Year of the Cat) jako Bob Chesneau
- 1984: Ściśle tajne (Top Secret!) jako Blaise Dietz
- 1984: Parada (The Parade) jako Matt Kirby
- 1984: Calamity Jane jako Wild Bill Hickok
- 1985: Right to Kill? jako Richard Jahnke Sr.
- 1988: Zaginiona córeczka (Little Girl Lost) jako Tim Brady
- 1988: Pod niebem Afryki (Beryl Markham: A Shadow on the Sun) jako Raoul Schumacher
- 1989: Margaret Bourke-White (The Margaret Bourke-White Story) jako Erskine Caldwell
- 1992: Obywatel Cohn (Citizen Cohn) jako Dashiell Hammett
- 1994: Bunt (Against the Wall) jako Weisbad
- 2002: Na ścieżce wojennej (Path to War) jako Earle Wheeler

### Seriale
- 1967: Cienie o zmroku (Dark Shadows) jako klient Blue Whale
- 1979: $weepstake$
- 1979: Pani Columbo (Mrs. Columbo) jako Martin
- 1985: Quo vadis? jako Gajusz Petroniusz
- 1986: American Playhouse jako Pap Finn
- 1987: 21 Jump Street jako kpt. Richard Jenko
- 1987: American Playhouse jako Buster McGuire
- 1989: Na południe od Brazos (Lonesome Dove) jako Blue Duck
- 1990: Die Kinder jako Lomax
- 1998: Murphy Brown jako Kenny
- 1992: Młodzi jeźdźcy (The Young Riders)